# هنري إتيفان
هنري إتيفان (13 مارس 1870 - 9 أغسطس 1953) ممثل ومخرج فرنسي. بدأ حياته المهنية في المسرح الحر لأندريه أنطوان عام 1892، ثم في مسارح مختلفة. في عام 1899، أدار المسرح البلدي في تروا. بعد جولة طويلة في أوروبا، عاد إلى فرنسا حوالي عام 1900.

## نشأته
ولد هنري جاستون إتيفان إستيفال في باريس، وتوفي عام 1953 في الدائرة 11 في باريس.

### في دور ممثل
- 1908: البصمة أو اليد الحمراء من اخراج بول هنري بورغيه
- 1909: دراما تشارميتس مخرج غير معروف
- 1909: رفيق الخادمة مخرج غير معروف
- 1909: جيم بلاكوود جوكي سيناريو جورج مونكا
- 1909: وفاة دوق إنغين 1804 مخرج ألبرت كابيلاني
- 1910:  القيامة للمخرج  أندريه كالميت وهنري ديسفونتين
- 1910:  بوليوكت للمخرج كميل دي مورهون
- 1910: «حجاب السعادة» للمخرج ألبرت كابيلاني
- 1910: «شبح الآخر» مخرج غير معروف
- 1910: « الشبح» للمخرج جورج دينولا
- 1910: «ثأر لويس الثالث عشر» سيناريو  أندريه كالميت
- 1910: «زجاجة الحليب» ألبرت كابيلاني
- 1910: «علاقة شرف» بقلم تشارلز ديكروا
- 1910: «ملك ليوم واحد» للمخرج  أندريه كالميت
- 1910: « وصمة العار» رينيه ليبرنس
- 1911: «روبرت بروس ، حلقة من حروب الاستقلال الاسكتلندي» (أو «روبرت بروس») للمخرج ألبرت كابيلاني
- 1911: «للإمبراطور»  أندريه كالميتيس وهنري بوكتال
- 1911: «صفحة الحب» جورج دينولا
- 1911: « المغتصب»  أندريه كالميت وهنري بوكتال
- 1911: «الرجل ذو المعطف العظيم» جورج دينولا
- 1911: « ألغاز باريس» ألبرت كابيلاني
- 1911: « حصار كاليه» هنري أندرياني
- 1911: «مغامرات سيرانو دي برجراك» ألبرت كابيلاني
- 1911: «رواية فتاة فقيرة» بقلم  جيرار بورجوا
- 1911: «قلب إيفونيت» موريس لو فوريستير
- 1911: «أنبوب الأفيون» رينيه ليبرنس
- 1911: « الانحطاط» أندريه كالميت وهنري بوكتال
- 1911: «بونابرت وبيشيجرو» (أو «بونابرت وبيشيجرو - 1804») بقلم جورج دينولا
- 1912: «مؤامرة في بلاط هنري الثامن» ل كميل دي مورلهون
- 1912: «الملايين اليتيم» مخرج غير معروف
- 1912: « الصفحة» هنري ديسفونتين
- 1912: «الوردة المغرية» مخرج غير معروف
- 1912: «الحب أقوى من الكراهية» رينيه ليبرنس
- 1912: «موت دوق إنغين» ل ألبرت كابيلاني
- 1912: « حمى الذهب» رينيه ليبرنس وفرديناند زيكا
- 1912: « قضية قلادة الملكة» كميل دي مورلهون
- 1912: «ثأر ليسينيوس» جورج دينولا
- 1912: « كوينتين دوروارد» أدريان كايارد
- 1912: «خطأ فادح»  جيرار بورجوا
- 1912: « الابن الضال» كميل دي مورلهون
- 1912: « حامل الخبز» لـ جورج دينولا: جاك غارود
- 1912: «قيامة نيك وينتر» بقلم بول غارباني
- 1913: «دروب القدر» مخرج غير معروف
- 1913: «ابنة يفتاح» هنري أندرياني
- 1913: « البؤساء - الفترة 1: جان فالجيان» ألبرت كابيلاني: جافيرت
- 1913: « البؤساء - الفترة 2: فانتين» ألبرت كابيلاني: جافيرت
- 1913: « البؤساء - الفترة 3: كوزيت» ألبرت كابيلاني: جافيرت
- 1913: « البؤساء - الفترة 4: كوزيت وماريوس» ألبرت كابيلاني: جافيرت
- 1913: «العدالة الفدية» لهنري إتيفانت
- 1914: «معاناة مزدوجة» لهنري إتيفانت
- 1925: « الجرح» (أو «الأجنحة المحروقة») للمخرج ماركو دي جاستين
- 1926: «نهاية مونت كارلو» لهنري إتيفانت وماريو نالباس
- 1926: « شاتلين لبنان» ماركو دي جاستين
- 1931: «فرقة بوبول» لـ ليون ماثوت: المفتش ريتشارد
- 1932: «الحشد يعوي» بقلم جون دومري وهوارد هوكس: السيد جرير
- 1932: «مكالمة هاتفية» بقلم  جورج لاكومب: أوكتاف
- 1935: « جلجثة» من إخراج جوليان دوفيفيه (غير معتمد)
- 1937: «رجل اليوم» من إخراج جوليان دوفيفيه

## أفلام مختارة
- سيدة لبنان (1926)
- صفارة الإنذار من المناطق الاستوائية (1927) تظهر جوزفين بيكر مما يجعلها أول امرأة أمريكية من أصل أفريقي تلعب دور البطولة في إنتاج كبير للحركة.